# Éclaireuses et Éclaireurs unionistes de France
Les Éclaireuses et Éclaireurs unionistes de France est un mouvement protestant du scoutisme français, fondé en 1911.
Mouvement d’éducation populaire agréé par le ministère des Sports et reconnu d’utilité publique, l'association est membre de la Fédération du scoutisme français et est à ce titre membre de l'Organisation mondiale du mouvement scout et l’Association mondiale des guides et des éclaireuses. Elle est également membre de la Fédération protestante de France.
L’adjectif « unioniste » se rapporte aux Unions chrétiennes de jeunes gens, mouvement de jeunesse protestant au sein duquel l'association apparaît et dont elle prend son indépendance en 1920. Les Éclaireuses et Éclaireurs unionistes de France se définissent comme un mouvement protestant de scoutisme ouvert à tous.
En 2016, le mouvement comptait 5 874 membres adhérents soit 3 714 enfants et 2 073 adultes, dont 1 266 animateurs, 807 cadres locaux, régionaux et nationaux.

## Histoire

### Fondation

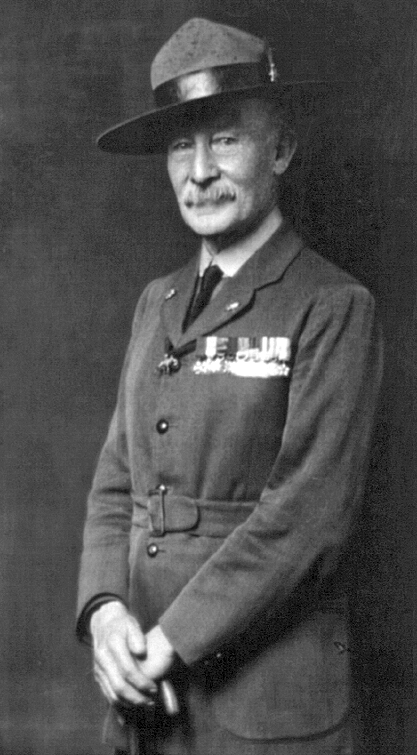
Robert Baden-Powell, fondateur du scoutisme.

Le scoutisme est fondé par le général Robert Baden-Powell, fils de pasteur, qui organise en 1907 le premier camp scout sur l'île de Brownsea, au large du Dorset en Angleterre. Il publie un an plus tard Scouting for Boys, qui connait un grand succès. Il est traduit en 1915 par l'éditeur protestant suisse Delachaux et Niestlé sous le titre d'Éclaireurs. 
En 1909, est créée la première troupe française, à la Mission populaire évangélique de Nantes par le pasteur Emmanuel Chastand,. Elle est suivie en 1910 de celle de la Mission populaire de Grenelle, rue de l'Avre à Paris, par le pasteur Georges Gallienne,. Cette dernière s'affilie aux Éclaireurs de France lors de leur création en décembre 1911.
En 1911, trois sections cadettes de l'Union chrétienne des jeunes gens (UCJG) mouvement de jeunesse protestant membre de la Young Men's Christian Association, connu sous le sigle anglais YMCA, adoptent la méthode scoute sous l'impulsion de leur secrétaire général Samuel Wiliamson. Il s'agit des sections de trois UCJG parisienne, Boulogne par Adrien Alger, Trévise par Henri Bonnamaux et Saint-Maur,,.
En 1912, lors du Congrès des UCJG réuni à Nantes en novembre, est officiellement créé le mouvement des Éclaireurs unionistes (EU). La méthode prend rapidement : en octobre, les EUF comptent 19 troupes, pour la plupart des sections cadettes des UCJG qui l'ont adoptée. En 1920, lors du conseil national du 31 octobre, jour de la Fête de la Réformation, les EUF prennent leur indépendance des UCJG en créant leur propre association loi de 1901.
En 1921 est fondée la Fédération française des éclaireuses (FFE), association de scoutisme féminin (guidisme) qui rassemble des troupes d'éclaireuses dans deux sections protestantes appelées « unionistes » et interconfessionnelles laïque appelées « neutres ». Les FFE et les EU forment ainsi deux associations distinctes, même si elles partagent des locaux communs au sein des paroisses.
Si le scoutisme se développe rapidement dans les milieux laïques et protestants, il n'en est pas de même dans le reste de la France, qui regarde avec suspicion ces méthodes importées d'Angleterre. L'Église catholique, hostile au scoutisme qu'elle accuse d'être d'essence protestante et maçonnique, s'oppose à la création de mouvements catholiques jusqu'après la guerre,.

### Première et Seconde Guerre mondiale
Pendant la Première Guerre mondiale, les Éclaireurs et les Éclaireuses participent à l'effort de guerre. De nombreux chefs sont morts pour la France. Le 14 janvier 1921, les Éclaireurs Unionistes obtiennent la médaille de vermeil de la Reconnaissance française pour services rendus à la nation pendant la Grande Guerre (1914-1918).
Le 12 décembre 1936, à l’occasion du 25e anniversaire de la création du scoutisme en France, Robert Baden-Powell et son épouse Olave effectuent une visite officielle à Paris. Ils rencontrent les responsables de chaque association, puis se rendent à l’Élysée où Baden-Powell est décoré Grand-officier de la Légion d'honneur par le président Albert Lebrun. Le lendemain, dimanche 13 décembre, Lady Baden-Powell assiste au culte au temple protestant de l'Oratoire du Louvre, accueilli par le pasteur André-Numa Bertrand, vice-président des Éclaireurs unionistes.
Pendant la Seconde Guerre mondiale, en 1940, la Fédération du scoutisme français est co-fondé par les Éclaireurs unionistes et la Fédération française des éclaireuses. Les Éclaireurs unionistes et la section unioniste de la Fédération française des éclaireuses forment en 1940 avec les autres mouvements de jeunesse de la Fédération protestante de France (UCJG, UCJF et Fédération française des associations chrétiennes d'étudiants) le Comité inter-mouvements (CIM). Ce comité organise pendant la guerre le Comité inter-mouvements auprès des évacués, connu sous l'acronyme de la CIMADE, qui œuvre auprès des réfugiés. D'abord auprès des Français évacués d'Alsace, souvent luthériens, puis auprès des étrangers, républicains espagnols, Tziganes, communistes, réfugiés politiques ayant fui le nazisme, puis enfin auprès des juifs persécutés pendant la Shoah en France, en fabriquant de faux papiers d'identité et en les aidant à se cacher, notamment au Chambon-sur-Lignon, dans les Cévennes, ou en Suisse. De nombreuses chefs éclaireurs s'engagent dans la Résistance intérieure française.

### Développement
En 1947, le « Jamboree de la paix » a lieu à Moisson en France (6e jamboree mondial). Le mouvement des Éclaireurs unionistes est reconnu d'utilité publique.
En 1964, la Fédération française des éclaireuses s'auto-dissout et ses différentes sections (unionistes, neutre israélites) rejoignent progressivement leurs équivalents masculins. La section protestante commence par former en 1964 une Fédération française des éclaireuses unionistes. Elle collabore avec son homologue masculine au sein de l'Alliance des équipes unionistes. Six ans plus tard, en 1970, les deux branches fusionnent enfin pour former la Fédération des éclaireuses & éclaireurs unionistes de France (FEEUF).
En 1995, l'association change de nom pour refléter son organisation interne, qui n'est plus une fédération d'associations locales mais une association unitaire. Elle devient les Éclaireuses et Éclaireurs unionistes de France (EEUdF). La plupart des unités sont mixtes.
Depuis 2003, les EEUDF participent chaque année au côté des Scouts et Guides de France à l'opération Lumière de la Paix de Bethléem, une célébration œcuménique internationale au tempe de Noël. 
En 2007 sont célébrés les 100 ans du scoutisme, et en 2011 les 100 ans du mouvement des Éclaireurs unionistes. 150 éclaireuses et éclaireurs se rendent au 22e jamboree scout mondial en Suède. En 2014, le Congrès national s'intitule «100 ans d'avenir à construire » sur la thématique « Dans un monde en mutation, un engagement durable ? ». En 2019, le Congrès national à Miramont de Guyenne s'intitule « Nos engagements pour demain».

## Organisation
Le mouvement est organisé en trois tranches d'âges appelées « branches » :
1. Les louveteaux et louvettes : de 8 à 12 ans (branche cadette)
2. Les éclaireuses et éclaireurs : de 12 à 16 ans (branche moyenne)
3. Les aînés : de 16 à 19 ans (branche aînée)

### Échelon local
Un groupe local est l'ensemble constitué par une unité de chacune des trois branches, souvent au sein de mêmes locaux ou d'une même paroisse protestante. Un conseiller de groupe local (CGL) coordonne les activités des trois branches.
Les groupes sont encadrés par des responsables bénévoles (à partir de 17 ans pour les louveteaux, 18 ans pour les éclaireurs, 21 ans pour les aînés), qui mettent en œuvre le projet éducatif du mouvement.

### Échelon régional
Les régions des EEUDF ne correspondent pas toujours aux régions administratives françaises. Chacune des 16 régions regroupe un nombre restreint de groupes locaux et est dirigé par une équipe régionale.
Chaque région envoie un administrateur au sein du conseil d'administration de l'association. Ce système est voué à être modifié car l'association est en changement de système de gouvernance

### Échelon national

#### Conseil d'administration
Chaque année, une assemblée générale est réunie avec les délégués des responsables et des parents de chaque région. Elle décide des grandes orientations du mouvement.
Les décisions soumises au vote au conseil d'administration ou à l'assemblée générale sont faites principalement à l'initiative du bureau et des commissions. Les commissions regroupent plusieurs membres bénévoles chargés de travailler sur un aspect particulier de la vie du mouvement, comme la pédagogie des différentes branches ou encore ses finances ou la formation des responsables.

#### Secrétariat national
Le secrétariat national du mouvement, situé rue Klock à Clichy, dans les Hauts-de-Seine, est chargé des questions administratives, juridiques et financières. 

#### Commissions
L'échelon national du mouvement dispose de commissions, mandatées par le conseil d'administration pour trois ans. Le règlement intérieur stipule que “Les Commissions Nationales sont chargées de la gestion, de l’animation et de la recherche pédagogique dans un secteur défini des activités de l’association. Les membres et présidents ou présidentes des Commissions Nationales sont nommé·e·s par le Conseil d’Administration. […] Les Commissions nationales rendent compte de leur travail au Conseil d’administration”.
Au 1er janvier 2021, l'association compte douze commissions :
- Commission branche cadette – COBC ;
- Commission branche moyenne – COBM ;
- Commission branche aînée – COBRA ;
- Commission branche marine – COMA ;
- Commission internationale – COMINTERN ;
- Commission formation – COFO ;
- Commission Finances – COFI ;
- Commission recrutement et valorisation – COREV ;
- Commission Climat et Convivialité – CoCliCo ;
- Commission Mixité – COMIX ;
- Commission Vie Spirituelle – COVIESPI ;
- Commission Communication – COCOM.

## Personnalités liées au mouvement
- Ariane Ascaride, actrice Française[21]
- Jean Bauberot, universitaire spécialiste du principe de laïcité
- Suzanne Carr, militante des Unions chrétiennes de jeunes filles
- Sophie Divry, autrice[22]
- Esther Duflo, économiste, prix Nobel d'économie 2019
- Adélaïde Hautval, médecin psychiatre, rescapée des camps de concentration nazis, Juste parmi les Nations[23]
- Thérèse Klipffel, pasteure et première présidente de l'Église protestante réformée d'Alsace et de Lorraine[24]
- Simone Iff, féministe et présidente du Mouvement français pour le planning familial
- Lionel Jospin, homme politique français
- Michel Leplay, pasteur[25]
- Marie Médard, résistante et bibliothécaire[26]
- Léonore Moncond'huy, maire de Poitiers[27]
- Matthieu Pigasse, banquier d'affaires[28]
- Edwy Plenel, journaliste et essayiste français[29]
- Geneviève Robida, inspectrice d'académie[30]
- Michel Rocard, homme politique et premier ministre français
- Camille Savary, militante sociale protestante, investie au sein des UCJF et de la FFE[31]
- Georgette Siegrist, membre de l'équipe fondatrice de la FFE[32]
- Valentine Schlegel, artiste, sculptrice et céramiste[33]
- Agnès Varda, photographe, réalisatrice et plasticienne[34]
- David Guetta, musicien, producteur et DJ